# Hrabstwo Williamson (Tennessee)
Hrabstwo Williamson (ang. Williamson County) – hrabstwo w stanie Tennessee w Stanach Zjednoczonych. Obszar całkowity hrabstwa obejmuje powierzchnię 583,62 mil² (1511,57 km²). Według danych spisu powszechnego z 2020 roku liczy 247,7 tys. mieszkańców. Jest częścią obszaru metropolitalnego Nashville. 
Hrabstwo powstało w 1799 roku. W 2010 roku zostało uznane przez The Daily Caller za najbardziej konserwatywne hrabstwo w Stanach Zjednoczonych. 
Znajduje się tu drugi co do wielkości szpital w stanie, komercyjny Community Health Systems, a największym pracodawcą jest opieka zdrowotna. 
| Populacja hrabstwa w poprzednich latach | Populacja hrabstwa w poprzednich latach |
| Rok                                     | Liczba ludności                         |
| --------------------------------------- | --------------------------------------- |
| 1980                                    | 57 858                                  |
| 1990                                    | 81 021                                  |
| 2000                                    | 126 638                                 |
| 2010                                    | 183 182                                 |
| 2020                                    | 247 726                                 |

## Miasta
- Brentwood
- Fairview
- Franklin (siedziba i największe miasto)
- Nolensville
- Thompson’s Station[4]

## Sąsiednie hrabstwa
- Hrabstwo Davidson (północ)
- Hrabstwo Rutherford (wschód)
- Hrabstwo Marshall (południowy wschód)
- Hrabstwo Maury (południe)
- Hrabstwo Hickman (południowy zachód)
- Hrabstwo Dickson (północny zachód)
- Hrabstwo Cheatham (północ)

## Religia
W 2010 roku, 51,1% populacji hrabstwa jest członkami kościołów protestanckich, głównie: baptystów (16,6%), metodystów (11,4%), bezdenominacyjnych (10,3%) i campbellitów (5,2%). Do innych zauważalnych ugrupowań religijnych należeli: 
- katolicy – 9,2%,
- mormoni – 0,67%,
- reformowani żydzi – 0,67%,
- antiocheńscy prawosławni – 0,26%.